# Тілопо фіолетоволобий
Тілопо фіолетоволобий (Ptilinopus coronulatus) — вид голубоподібних птахів родини голубових (Columbidae). Мешкає на Новій Гвінеї та на сусідніх островах.

## Опис
Довжина птаха становить 18-21 см. Виду не притаманний статевий диморфізм. Тіла має переважно зелене забарвлення. Голова зеленувата, лоб яскраво-фіолетовий, окаймлений вузькою жовтою смугою. Горло жовтувато-сіре. На животі велика пурпурова пляма. Махові і стернові пера яскраво-зелені з довтими краями. Гузка жовта. Очі жовтувато-оранжеві, лапи червоні.

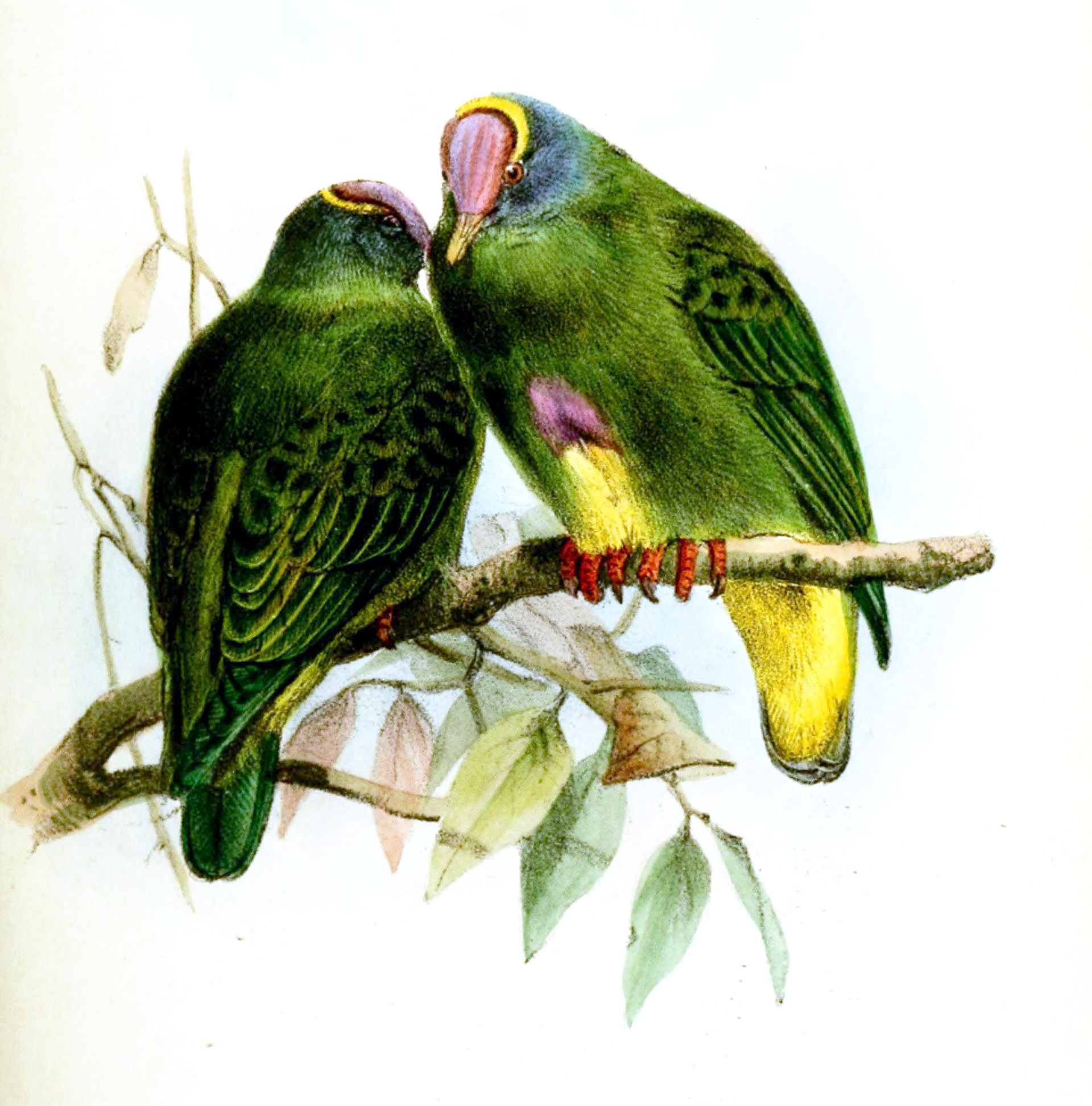
Фіолетоволобі тілопо

## Підвиди
Виділяють п'ять підвидів:
- P. c. trigeminus Salvadori, 1875 — захід півострова Чендравасіх і острів Салаваті[en];
- P. c. geminus Salvadori, 1875 — північний захід Нової Гвінеї, острів Япен;
- P. c. quadrigeminus Meyer, AB, 1890 — північний схід Нової Гвінеї, острови Манам[en] і Каіріру;
- P. c. huonensis Meyer, AB, 1892 — північне узбережжя Нової Гвінеї;
- P. c. coronulatus Gray, GR, 1858 — південне узбережжя Нової Гвінеї, острови Ару.

## Поширення і екологія
Фіолетоволобі тілопо живуть у вологих і сухих рівнинних і гірських тропічних лісах. Зустрічаються на висоті до 1200 м над рівнем моря. 

## Поведінка
Фіолетоволобі тілопо зустрічаються поодинці або парами, іноді утворюють зграї або приєднуються до змішаних зграй птахів. Живляться різноманітними плодами і ягодами, зокрема плодами фікусів. Гніздяться низько на деревах, в кладці одне яйце. Самиця насиджує яйце вдень, вночі її змінює самець. Пташенята покидають гніздо через 12 днів.